# ゴールドクレスト (植物)

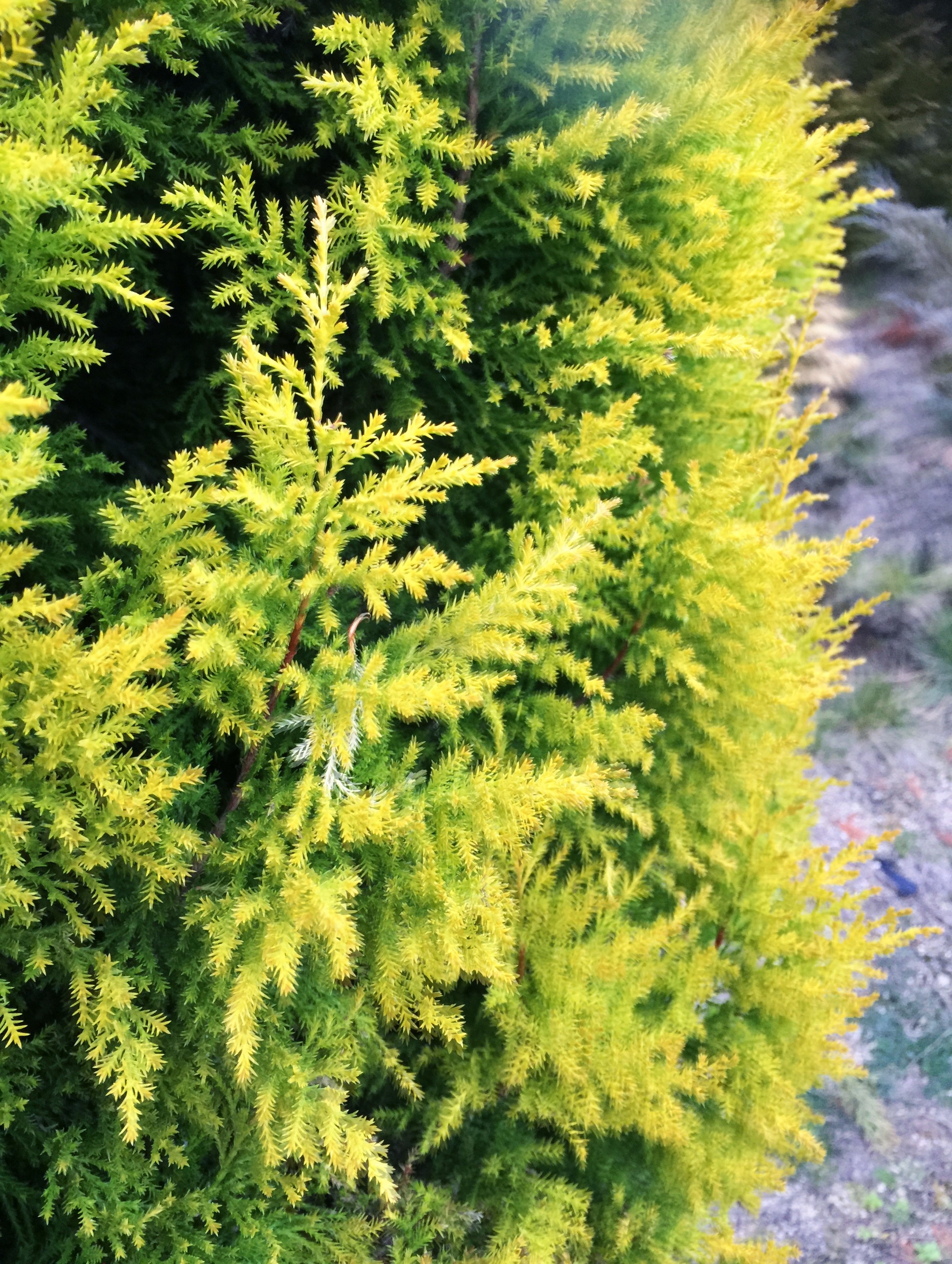
鱗状の葉

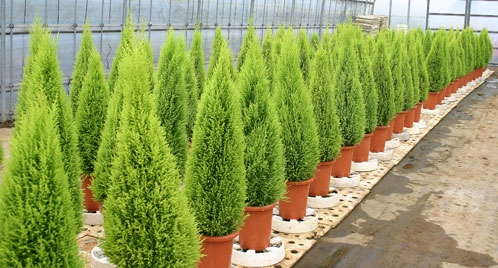
大量生産されるゴールドクレスト

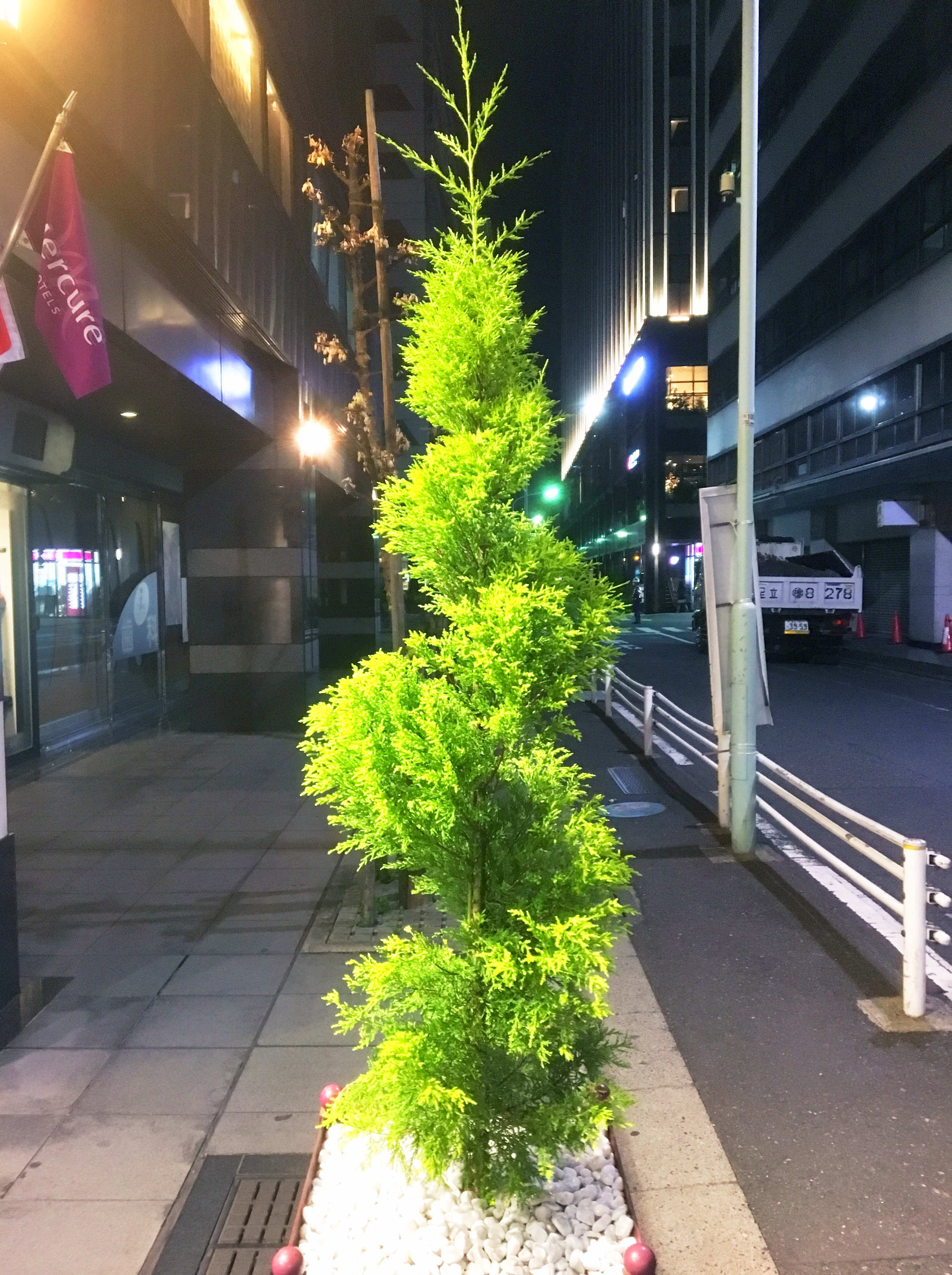
ゴールドクレストのトピアリー

ゴールドクレスト（学名: Hesperocyparis macrocarpa 'Goldcrest'）はヒノキ科ヘスペロキパリス属）モントレーイトスギ（モントレーサイプレス; Monterey cypress）の園芸品種。北米原産。Gold Crestの「crest」には、鳥のとさか・冠毛、羽飾り、山頂の意味がある。

## 概要
北アメリカ大陸のカリフォルニア州モントレー湾の一部の海岸のみに生育するモントレーイトスギから品種化された常緑針葉樹。自然分布ではモントレー付近に局在した分布で、冬は温暖で、夏場も霧が多く湿潤な気候に適合して生育する。母体となったモントレーイトスギと比較すると、芽吹きの状態の黄金色が長く保たれるのが特徴である。庭木として利用され、クリスマスの鉢植えとしてもよく使われる。
黄緑色の葉と円錐形の樹形が特徴で、樹高は3 - 20メートル (m) になる。もともと高木であるので、高さ1 m程度のものを植えると数年で4 mを超える高さに育つ。葉は鱗片状（鱗状葉）の黄緑色のもので、長さは2 - 5ミリメートル (mm) 、強い芳香がある。葉の表裏の区別はない。葉をちぎると、ヒノキ科特有の清涼感のある香り（フィトンチッド）がする。冬場の葉は、オレンジ色を帯びることもある。花期は5 - 6月。雌雄同株。果期は翌年の11 - 12月。

## 栽培
生産しやすいのでコニファーの代表格として広く販売されている。成長が早く挿し木で容易に増やすことが出来る。ある程度成長したものは移植が困難。円錐形の高木となるが、根が浅くしか張らないので、風によって倒れやすい。強い剪定を行っても再生する力が強く、それを利用してトピアリーに使用される。夏場の乾燥には弱い。日陰で栽培すると元品種であるモントレーイトスギに似た緑色の葉となる。
日本では鉢植えで栽培されることが多い。鉢植えにも適しているが針状の細かい葉は乾燥によってチリチリになりやすく注意が必要。

## 日本でのゴールドクレスト
ゴールドクレストは日本で広く販売されているが、葉が密に茂り蒸れやすいという特性のために病害虫のリスクが高く、また台風などの強風によって倒れてしまったりするので、気候的の面で日本に向いている品種とは言えない。枝は細く密に茂るために積雪によって損傷しやすく、降雪の多い地域にも向いていない。西日本を中心に広く植栽されるが、大きく育つことは少なく途中で枯れてしまう事が多い。書物では「日本の気候には向いていない品種」として、ゴールドクレストをまず挙げているものも多い。上記理由のために、この品種を取り扱っていない生産農家もある。根元が部分的に枯れる事が多いが、これは犬の小便による部分的な枯死といわれている。

## 類似品種
- ゴールドクレスト・ウィルマ - ゴールドクレストより葉が細かく、病害虫に弱い[5]。ゴールドクレストよりやや緑色が強い。
- クイーン・クレスト - 斑入りのゴールドクレスト

## 特記事項
- イトスギの園芸品種は生産が容易であるために、本品種の他に、アリゾナイトスギのブルーアイスやサルフレアなども広く流通しているが、地上部分の生育が早い一方で根の発育が不良であるために、日本では支柱を併用したり強い選定を行うなどの、風に対する対策が必要となる[5]。